# خانوار
در تعریف آماری، خانوار از چند نفر تشکیل می‌شود که با هم در یک اقامتگاه زندگی می‌کنند، با یکدیگر هم‌خرج هستند و معمولاً با هم غذا می‌خورند. فردی که به تنهایی زندگی می‌کند نیز خانوار تلقی می‌شود.
در آمار جمعیتی از تقسیم تعداد جمعیت به تعداد خانوار به عددی می‌رسند که بُعد خانوار نام دارد.
خانوار عمدتاً در مطالعات آماری مورد استفاده قرار می‌گیرد. مثلاً سالنامه آماری سال ۱۳۶۴ ایران (ص۵۲) به انواع خانوار (معمولی، معمولیِ ساکن، عشایری، متحرک و دسته‌جمعی) اشاره می‌کند و در تعریف خانوار معمولی، شرط خویشاوند بودن را معیار قرار نمی‌دهد، بلکه شرایط دیگری چون زندگی مشترک در یک اقامتگاه و هم‌خرج و هم‌سفره بودن افراد را دلیل وجود آنان در یک خانوار می‌داند. در این تعریف، خویشاوندی شرط نیست و ممکن است در یک خانوار افرادی وجود داشته باشند که خویشاوند نباشند.
یک نفر به تنهایی می‌تواند یک خانوار باشد؛ اما اطلاق خانواده بر او مقدور نیست. همچنین، در آمارگیری‌ها و سرشماری‌های عمومی، مستخدمان را جزو خانوار به شمار می‌آورند؛ در صورتی که در مطالعه خانواده و خویشاوندی، مستخدم جایی ندارد.